# Eleições regionais na Catalunha em 1999
As eleições regionais na Catalunha em 1999 foram realizadas a 17 de Outubro e, serviram para eleger os 135 deputados para o Parlamento Regional.
Quanto aos resultados eleitorais, o Partido dos Socialistas da Catalunha, pela primeira vez, tornou-se o partido mais votado da Catalunha, ao conquistar 37,9% dos votos. Apesar disto, a Convergência e União continuou a ser o partido com mais deputados no parlamento regional, muito devido às vitórias da CiU nos círculos eleitorais mais pequenos.
O Partido Popular caiu em votos e deputados, ficando-se pelos 9,5% e 12 deputados, mas, mesmo assim, os populares continuaram como terceira força política catalã.
A Esquerda Republicana da Catalunha também perdeu votos e deputados, conquistando 8,7% e 12 deputados.
Por fim, a Iniciativa pela Catalunha Verdes, foi o partido que mais caiu em votos e deputados, perdendo 8 deputados e caindo 7,2%, ficando-se pelos 2,5% e 3 deputados.
Após as eleições, a Convergência e União continuou no governo regional, graças ao apoio parlamentar do PP, repetindo-se o cenário de 1995.

## Resultados Oficiais
| Partido                 | Partido                              | Votos     | %               | +/-   | Deputados | +/-   |
| ----------------------- | ------------------------------------ | --------- | --------------- | ----- | --------- | ----- |
|                         | Partido dos Socialistas da Catalunha | 1 183 299 | 37,85 / 100,00  | 12,96 | 52 / 135  | 18    |
|                         | Convergência e União                 | 1 178 420 | 37,70 / 100,00  | 3,25  | 56 / 135  | 4     |
|                         | Partido Popular                      | 297 265   | 9,51 / 100,00   | 3,57  | 12 / 135  | 5     |
|                         | Esquerda Republicana da Catalunha    | 271 173   | 8,67 / 100,00   | 0,82  | 12 / 135  | 1     |
|                         | Iniciativa pela Catalunha Verdes     | 78 441    | 2,51 / 100,00   | 7,20  | 3 / 135   | 8     |
|                         | Esquerda Unida e Alternativa         | 44 454    | 1,42 / 100,00   | Novo  | 0 / 135   | Novo  |
|                         | Outros                               | 44 070    | 1,41 / 100,00   |       | 0 / 135   |       |
| Votos Inválidos         | Votos Inválidos                      | 36 804    | 1,18 / 100,00   | 0,07  |           |       |
| Total                   | Total                                | 3 133 926 | 100,00 / 100,00 |       | 135 / 135 |       |
| Eleitorado/Participação | Eleitorado/Participação              | 5 293 657 | 59,20 / 100,00  | 4,44  |           |       |
| Fonte                   | Fonte                                | [ 8 ]     | [ 8 ]           | [ 8 ] | [ 8 ]     | [ 8 ] |

## Resultados por Províncias
| Província | %     | D   | %     | D   | %     | D  | %     | D   | %    | D   | D   | Votantes  |
| Província | PSC   | PSC | CiU   | CiU | PP    | PP | ERC   | ERC | ICV  | ICV | D   | Votantes  |
| --------- | ----- | --- | ----- | --- | ----- | -- | ----- | --- | ---- | --- | --- | --------- |
| Barcelona | 39,99 | 36  | 35,14 | 31  | 9,91  | 8  | 7,73  | 7   | 3,31 | 3   | 85  | 2 376 050 |
| Girona    | 29,22 | 5   | 48,55 | 9   | 6,05  | 1  | 12,81 | 2   | PSC  | PSC | 17  | 283 346   |
| Lérida    | 29,51 | 5   | 48,10 | 8   | 7,97  | 1  | 11,61 | 1   | PSC  | PSC | 15  | 190 309   |
| Tarragona | 34,11 | 6   | 41,30 | 8   | 10,63 | 2  | 10,50 | 2   | PSC  | PSC | 18  | 284 221   |
| Catalunha | 37,85 | 52  | 37,70 | 56  | 9,51  | 12 | 8,67  | 12  | 2,51 | 3   | 135 | 3 133 926 |

### Barcelona
| Partido                 | Partido                              | Votos     | %               | +/-   | Deputados | +/-     |
| ----------------------- | ------------------------------------ | --------- | --------------- | ----- | --------- | ------- |
|                         | Partido dos Socialistas da Catalunha | 948 202   | 39,99 / 100,00  | 14,56 | 36 / 85   | 14      |
|                         | Convergência e União                 | 833 168   | 35,14 / 100,00  | 3,91  | 31 / 85   | 3       |
|                         | Partido Popular                      | 234 957   | 9,91 / 100,00   | 3,71  | 8 / 85    | 4       |
|                         | Esquerda Republicana da Catalunha    | 183 270   | 7,73 / 100,00   | 0,97  | 7 / 85    | Estável |
|                         | Iniciativa pela Catalunha Verdes     | 78 441    | 3,31 / 100,00   | 7,92  | 3 / 85    | 7       |
|                         | Esquerda Unida e Alternativa         | 38 836    | 1,64 / 100,00   | Novo  | 0 / 85    | Novo    |
|                         | Outros                               | 32 075    | 1,35 / 100,00   |       | 0 / 85    |         |
| Votos Inválidos         | Votos Inválidos                      | 27 101    | 1,14 / 100,00   | 0,09  |           |         |
| Total                   | Total                                | 2 376 050 | 100,00 / 100,00 |       | 85 / 85   |         |
| Eleitorado/Participação | Eleitorado/Participação              | 4 037 489 | 58,85 / 100,00  | 4,04  |           |         |

### Girona
| Partido                 | Partido                                                               | Votos   | %               | +/-  | Deputados | +/-     |
| ----------------------- | --------------------------------------------------------------------- | ------- | --------------- | ---- | --------- | ------- |
|                         | Convergência e União                                                  | 137 079 | 48,55 / 100,00  | 0,08 | 9 / 17    | Estável |
|                         | Partido dos Socialistas da Catalunha-Iniciativa pela Catalunha Verdes | 82 502  | 29,22 / 100,00  | 0,53 | 5 / 17    | Estável |
|                         | Esquerda Republicana da Catalunha                                     | 36 159  | 12,81 / 100,00  | 0,54 | 2 / 17    | Estável |
|                         | Partido Popular                                                       | 17 079  | 6,05 / 100,00   | 1,81 | 1 / 17    | Estável |
|                         | Outros                                                                | 7 096   | 2,51 / 100,00   |      | 0 / 17    |         |
| Votos Inválidos         | Votos Inválidos                                                       | 3 431   | 1,21 / 100,00   | 0,03 |           |         |
| Total                   | Total                                                                 | 283 346 | 100,00 / 100,00 |      | 17 / 17   |         |
| Eleitorado/Participação | Eleitorado/Participação                                               | 455 844 | 62,16 / 100,00  | 5,59 |           |         |

### Lérida
| Partido                 | Partido                                                               | Votos   | %               | +/-  | Deputados | +/-     |
| ----------------------- | --------------------------------------------------------------------- | ------- | --------------- | ---- | --------- | ------- |
|                         | Convergência e União                                                  | 91 199  | 48,10 / 100,00  | 1,62 | 8 / 15    | Estável |
|                         | Partido dos Socialistas da Catalunha-Iniciativa pela Catalunha Verdes | 55 963  | 29,51 / 100,00  | 5,87 | 5 / 15    | 2       |
|                         | Esquerda Republicana da Catalunha                                     | 22 011  | 11,61 / 100,00  | 1,21 | 1 / 15    | 1       |
|                         | Partido Popular                                                       | 15 121  | 7,97 / 100,00   | 4,24 | 1 / 15    | 1       |
|                         | Outros                                                                | 3 356   | 1,77 / 100,00   |      | 0 / 15    |         |
| Votos Inválidos         | Votos Inválidos                                                       | 2 659   | 1,41 / 100,00   | 0,03 |           |         |
| Total                   | Total                                                                 | 190 309 | 100,00 / 100,00 |      | 15 / 15   |         |
| Eleitorado/Participação | Eleitorado/Participação                                               | 312 961 | 60,81 / 100,00  | 5,79 |           |         |

### Tarragona
| Partido                 | Partido                                                               | Votos   | %               | +/-  | Deputados | +/-     |
| ----------------------- | --------------------------------------------------------------------- | ------- | --------------- | ---- | --------- | ------- |
|                         | Convergência e União                                                  | 116 974 | 41,30 / 100,00  | 1,90 | 8 / 18    | 1       |
|                         | Partido dos Socialistas da Catalunha-Iniciativa pela Catalunha Verdes | 96 632  | 34,11 / 100,00  | 4,46 | 6 / 18    | 1       |
|                         | Partido Popular                                                       | 30 108  | 10,63 / 100,00  | 3,72 | 2 / 18    | Estável |
|                         | Esquerda Republicana da Catalunha                                     | 29 733  | 10,50 / 100,00  | 0,55 | 2 / 18    | Estável |
|                         | Outros                                                                | 7 161   | 2,53 / 100,00   |      | 0 / 18    |         |
| Votos Inválidos         | Votos Inválidos                                                       | 3 613   | 1,28 / 100,00   | 0,12 |           |         |
| Total                   | Total                                                                 | 284 221 | 100,00 / 100,00 |      | 18 / 18   |         |
| Eleitorado/Participação | Eleitorado/Participação                                               | 487 363 | 58,32 / 100,00  | 5,93 |           |         |

## Resultados por Comarcas
Os resultados apresentados referem-se aos partidos que obtiveram, no mínimo, 1,00% dos votos:
| Comarca           | %     | %     | %     | %     | %    | %    |
| Comarca           | PSC   | CiU   | PP    | ERC   | ICV  | EUiA |
| ----------------- | ----- | ----- | ----- | ----- | ---- | ---- |
| Alt Camp          | 29,82 | 44,44 | 6,28  | 16,13 | -    | 0,38 |
| Alt Empordà       | 30,77 | 47,37 | 7,92  | 10,87 | -    | 0,59 |
| Alt Penedès       | 31,85 | 47,43 | 5,65  | 10,75 | 2,10 | 0,50 |
| Alt Urgell        | 24,58 | 49,88 | 6,38  | 17,27 | -    | 0,27 |
| Alta Ribagorça    | 41,11 | 42,20 | 5,93  | 8,97  | -    | 0,16 |
| Anoia             | 33,83 | 45,53 | 6,69  | 8,84  | 2,33 | 0,76 |
| Bages             | 30,14 | 47,85 | 4,94  | 12,16 | 2,36 | 0,76 |
| Baix Camp         | 33,35 | 40,87 | 10,01 | 12,07 | -    | 0,86 |
| Baix Ebre         | 31,26 | 44,31 | 12,20 | 9,53  | -    | 0,42 |
| Baix Empordà      | 32,47 | 48,29 | 5,11  | 11,05 | -    | 0,59 |
| Baix Llobregat    | 48,07 | 27,63 | 9,49  | 5,66  | 4,29 | 2,46 |
| Baix Penedès      | 40,53 | 39,71 | 9,12  | 7,90  | -    | 0,69 |
| Barcelonès        | 41,29 | 32,03 | 12,22 | 7,15  | 3,35 | 1,63 |
| Berguedà          | 26,00 | 51,15 | 4,44  | 14,77 | 1,56 | 0,34 |
| Cerdanha          | 25,96 | 51,19 | 6,00  | 13,99 | -    | 0,14 |
| Conca de Barberà  | 20,96 | 49,92 | 5,93  | 17,94 | -    | 0,15 |
| Garraf            | 39,02 | 37,82 | 8,65  | 7,86  | 3,70 | 1,12 |
| Garrigues         | 24,19 | 50,04 | 6,41  | 17,51 | -    | 0,25 |
| Garrotxa          | 23,44 | 56,09 | 4,42  | 13,35 | -    | 0,27 |
| Gironès           | 31,71 | 42,85 | 6,66  | 14,73 | -    | 1,12 |
| Maresme           | 33,01 | 43,29 | 8,80  | 9,21  | 2,70 | 1,02 |
| Montsià           | 31,52 | 49,51 | 8,19  | 8,08  | -    | 0,67 |
| Noguera           | 24,37 | 53,76 | 7,01  | 12,24 | -    | 0,49 |
| Osona             | 18,57 | 56,76 | 3,91  | 16,07 | 2,38 | 0,39 |
| Pallars Jussà     | 30,53 | 50,02 | 4,96  | 12,48 | -    | 0,37 |
| Pallars Sobirà    | 30,91 | 51,11 | 4,86  | 10,94 | -    | 0,37 |
| Pla de l'Estany   | 15,73 | 57,11 | 4,59  | 20,04 | -    | 0,33 |
| Pla d'Urgell      | 25,84 | 52,46 | 6,65  | 12,66 | -    | 0,18 |
| Priorat           | 27,75 | 46,00 | 6,27  | 16,88 | -    | 0,48 |
| Ribera d'Ebre     | 31,30 | 48,91 | 6,87  | 10,44 | -    | 0,41 |
| Ripollès          | 25,86 | 55,50 | 3,32  | 12,65 | -    | 0,44 |
| Segarra           | 21,14 | 53,63 | 6,87  | 15,57 | -    | 0,35 |
| Segrià            | 35,33 | 42,76 | 9,67  | 8,92  | -    | 0,75 |
| Selva             | 29,06 | 49,24 | 6,25  | 11,53 | -    | 1,73 |
| Solsonès          | 17,54 | 57,83 | 5,86  | 15,91 | -    | 0,10 |
| Tarragonès        | 38,75 | 34,53 | 13,89 | 8,81  | -    | 1,15 |
| Terra Alta        | 25,14 | 49,08 | 14,23 | 9,36  | -    | 0,40 |
| Urgell            | 22,54 | 54,22 | 6,90  | 13,81 | -    | 0,26 |
| Vale de Aran      | 38,30 | 44,49 | 12,59 | 2,67  | -    | 0,16 |
| Vallès Occidental | 42,58 | 33,68 | 8,42  | 7,10  | 3,63 | 2,17 |
| Vallès Oriental   | 37,94 | 40,54 | 7,54  | 7,59  | 2,76 | 1,49 |
| Catalunha         | 37,85 | 37,70 | 9,51  | 8,67  | 2,51 | 1,42 |